# アナ・リリアン・デ・ラ・マコラ
アナ・リリアン・デ・ラ・マコラ（スペイン語: Ana Lilian de la Macorra、1957年11月27日 - ）はメキシコ出身の女優、プロデューサー、心理学者。
1970年代のメキシコのテレビコメディシリーズ『エル・チャボ・デル・オチョ』、『エル・チャプリン・コロラド』の出演者として知られる。

## キャリア
1957年11月27日、メキシコ連邦区（現メキシコシティ）で産まれる。幼いころから非常に好奇心が強く、動物、本、音楽が好きだった。10代の間は、看護師、受付係、秘書として働いていた。
大学在学中にメキシコのテレビ局テレビサで制作アシスタントとして働き始め、『エル・チャボ・デル・オチョ』や『エル・チャプリン・コロラド』の制作に関わるようになった。
1978年、『エル・チャボ・デル・オチョ』の作家ロベルト・ゴメス・ボラーニョは新たにパティ（Patty）というキャラクターを追加し、パティ役のキャスティングにアナ・リリアンが携わることになった。しかしながら、どの女優のロベルトもイメージに合わず、登場人物の1人レジーナ・トルネが演ずるグロリア叔母に似ていること、女の子らしい顔であったことから、アナ・リリアンがパティ役に抜擢されることとなった。

## その後の人生
テレビ番組の終了後、アナ・リリアンの所在はほとんど知られていなかった。2012年12月にペルーのテレビ番組がメキシコシティでアナ・リリアンを見つけた。結婚しており、2人の子供がいて、心理学者、臨床心理士として働いている。心理的な問題についてさまざまな雑誌や新聞に寄稿している。